# Зарічне (станція)
Зарі́чне — тупикова залізнична станція Рівненської дирекції залізничних перевезень Львівської залізниці вузькоколійної залізниці Антонівка — Зарічне. Розташована у смт Зарічне Вараського району Рівненської області.

## Пасажирське сполучення
На станції курсував приміський  поїзд сполученням Антонівка — Зарічне.
З 18 березня 2020 року, у зв'язку з припиненням залізничного сполучення спричиненого розповсюдженням захворюваності на COVID-19, пасажирський рух досі не відновлено.

## Світлини

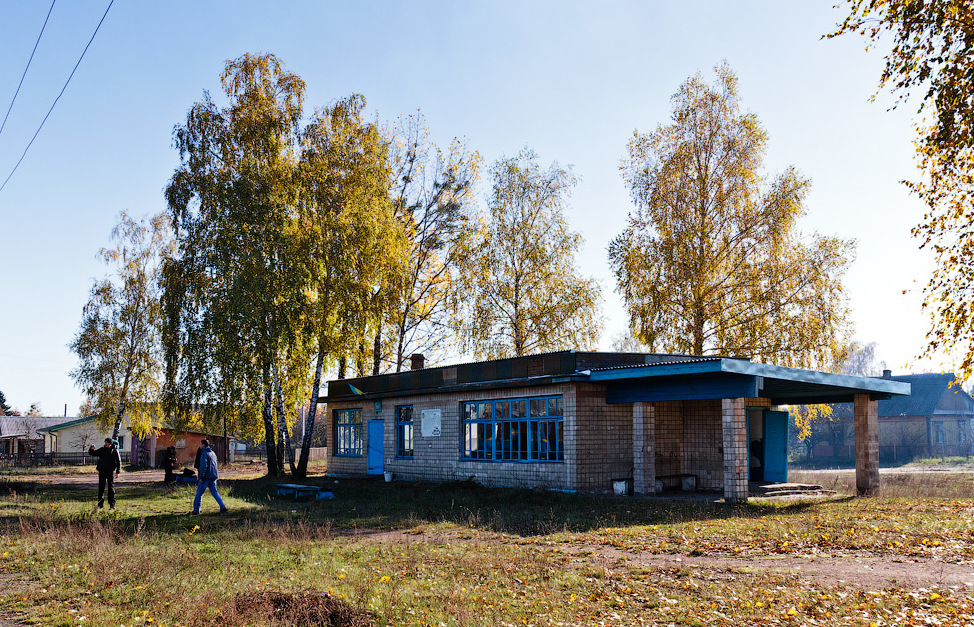
Вокзал станції Зарічне
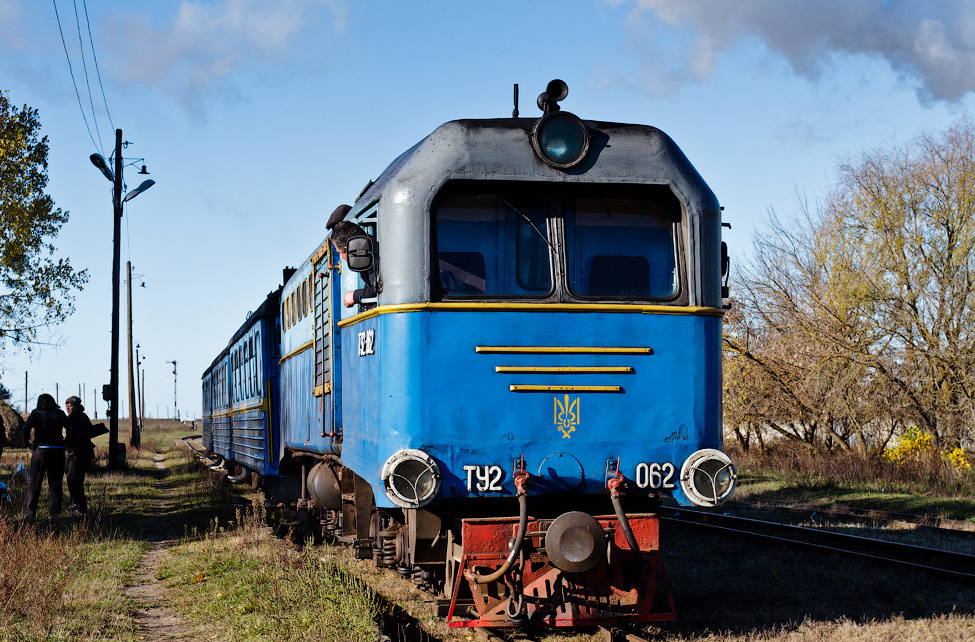
Прибуття тепловоза ТУ2-062 з поїздом
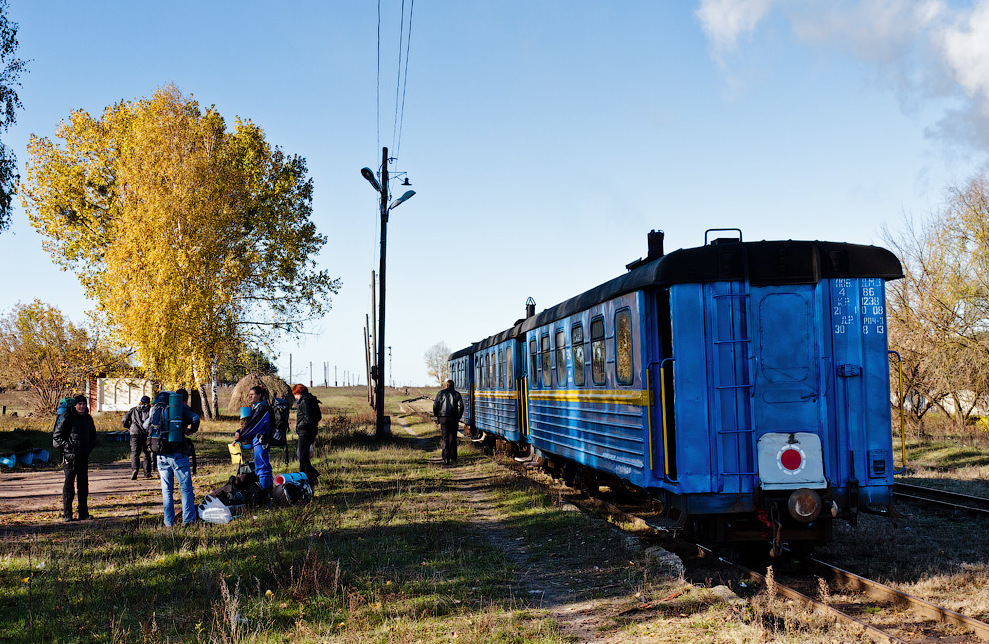
Вагони ПВ40 на станції Зарічне
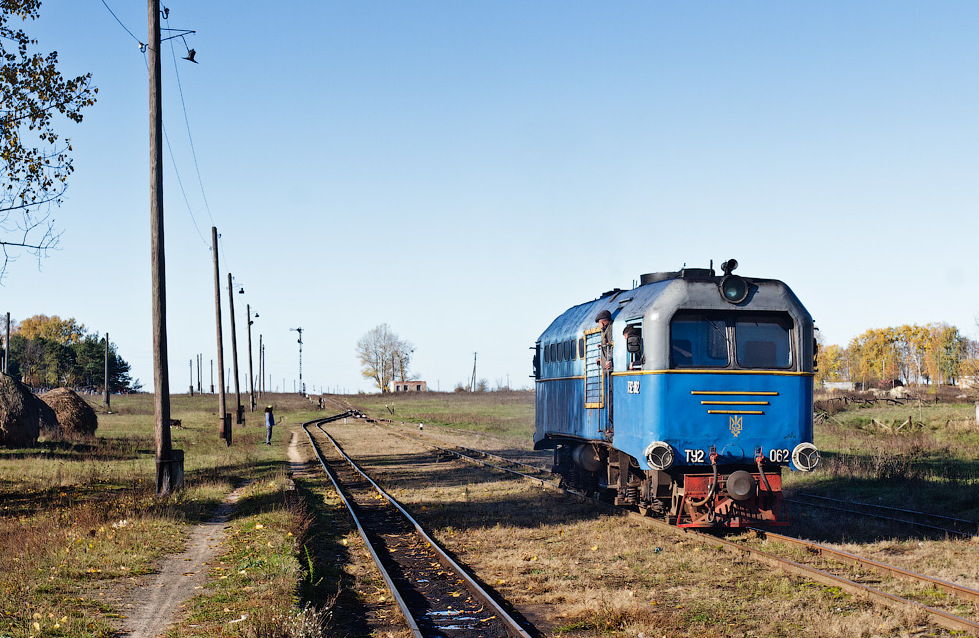
Тепловоз ТУ2-062 на станції Зарічне
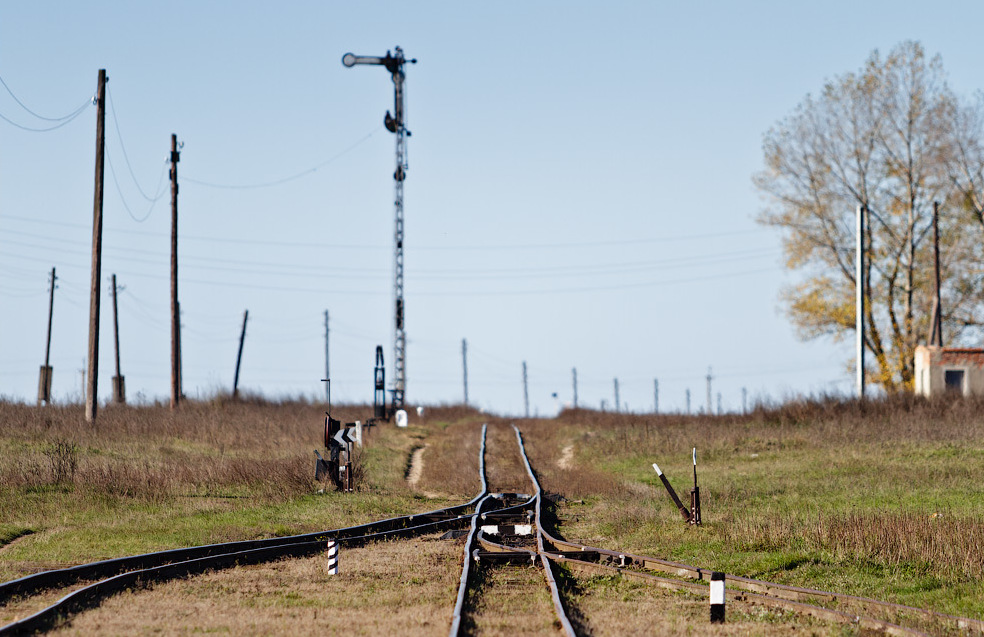
Стрілка та семафор перед станцією
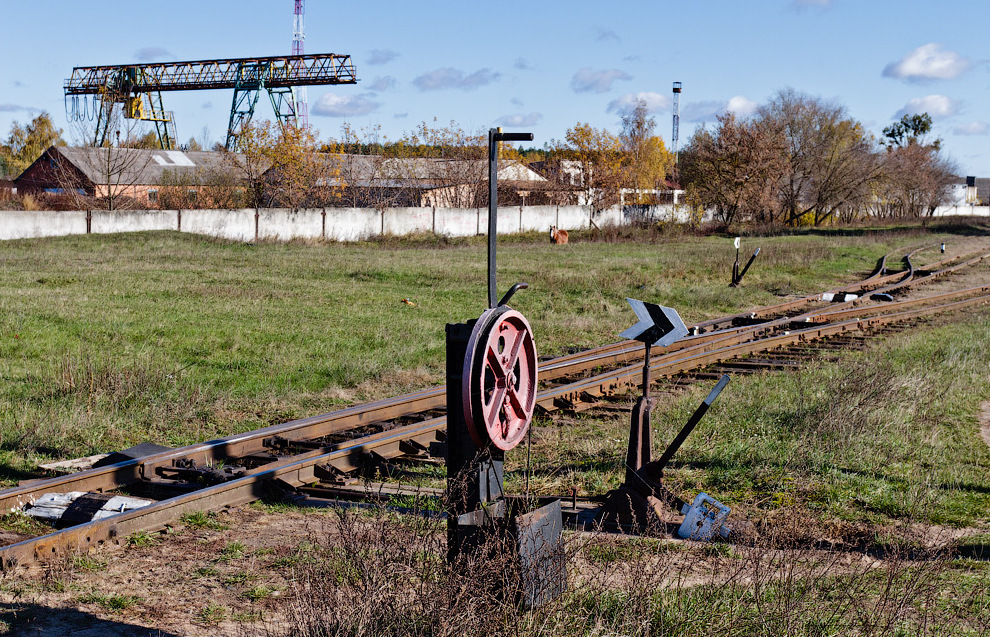
Стрілка перед станцією